# Andreas Deja
Andreas Deja (Gdańsk, 1 april 1957) is een Duits-Amerikaanse animator van Poolse afkomst. Hij is vooral bekend als Disney-animator. Hij was verantwoordelijk voor het ontwerp en de animatie van onder andere Scar in The Lion King en Jafar in Aladdin.

## Biografie
Andreas Deja werd geboren in 1957 in de Poolse stad Gdańsk. In 1958 verhuisde de familie Deja naar Dinslaken in Duitsland. Op 11-jarige leeftijd raakte Deja geïnteresseerd in de kunst van animatie na het zien van de Disneyfilm The Jungle Book. Na zijn middelbare school ging hij studeren aan de Folkwang Hochschule in Essen. Hij studeerde er af als grafisch ontwerper.
In 1980 werd Deja door The Walt Disney Company ingehuurd, waar hij meewerkte aan Taran en de Toverketel. In zijn begindagen vroeg hij vaak advies aan een aantal van 'Disney's Nine Old Men', de kern van animatoren uit de begindagen van The Walt Disney Company.
In 2006 ontving hij op de 35e Annie Awards de Winsor McCay Award voor zijn bijdrage in de kunst van het animeren.
Eind 2015 publiceerde Deja een boek over 'Disney's Nine Old Men'. In het boek geeft hij meer informatie over hen en vertelt en toont hij de verschillende technieken die door hen zijn ontwikkeld en geperfectioneerd.
Op de D23 Expo in augustus 2015 kreeg Deja officieel de titel van "Disney Legend". Deze titel is voorbehouden aan personen die uitzonderlijk werk voor The Walt Disney Company hebben verricht.

## Filmografie (selectie)
| Jaar | Film                    | Personage            | Functie                        |
| ---- | ----------------------- | -------------------- | ------------------------------ |
| 1985 | Taran en de Toverketel  |                      | Character Designer en animator |
| 1986 | De Speurneuzen          | Queen Mousetoria     | Animator                       |
| 1988 | Who Framed Roger Rabbit | Roger Rabbit         | Supervising animator           |
| 1988 | Oliver & Co.            |                      | Character Designer             |
| 1989 | De kleine zeemeermin    | Koning Triton        | Character Designer             |
| 1991 | Belle en het Beest      | Gaston               | Supervising animator           |
| 1992 | Aladdin                 | Jafar                | Supervising animator           |
| 1994 | De Leeuwenkoning        | Scar                 | Supervising animator           |
| 1997 | Hercules                | Hercules (Volwassen) | Supervising animator           |
| 2002 | Lilo & Stitch           | Lilo                 | Supervising animator           |
| 2004 | Paniek op de Prairie    | Slim & Junior        | Animator                       |
| 2009 | De prinses en de kikker | Mama Odie & Juju     | Supervising animator           |
| 2011 | Winnie de Poeh          | Teigetje             | Supervising animator           |
| 2016 | Mushka                  |                      | Regie                          |